# 新妻さと子
新妻 さと子（にいづま さとこ、1981年9月29日 - ）は、日本のタレント、女優。2016年にタートルプランニングを退社し、GURREに所属。2003年から2016年までテレビ東京『開運!なんでも鑑定団』のアシスタントを13年間務めた。その後も映画やCMなどに出演。
神奈川県出身。京華女子高等学校卒業。学習院女子大学卒業。
父方の郷里は福島県いわき市。母方の郷里は岡山県備前市であり、祖母は旧閑谷学校の女生徒であった。
2016年3月に、2013年に結婚しており、妊娠中であることが発表された。
2016年5月19日に女の子を出産。2019年3月7日に第二子（女の子）を出産。
2017年2月に短編映画『誰が、誰で、誰を』で主演を務める。

## 出演

### 映画
- 青い車（2004年12月公開）監督奥原浩志
- ちゃんこ（2005年）監督サトウトシキ
- 同じ月を見ている（2005年11月公開　東映）監督深作健太
- LOFT ロフト（2006年9月公開　東映）監督黒澤清
- かかしの旅（2006年1月公開　製作フィルム・クレッセント）監督冨永憲治
- MAYU（2007年9月公開　製作ハイビジョン映像）監督松浦雅子
- KIDS（2008年2月公開　東映）監督萩島達也
- 凍える鏡（2008年2月公開）監督大嶋拓
- 育子からの手紙（2010年4月　製作フィルム・クレッセント）監督村橋明郎
- これでいいのだ!!映画★赤塚不二夫（2011年4月公開）監督佐藤英明
- 飛べ!ダコタ（2013年）監督油谷誠至
- 誰が、誰で、誰を（2017年2月公開）監督犬竹義行 主演

### バラエティ
- いまどき!ごはん（テレビ朝日） - エンディングの案内役
- 開運!なんでも鑑定団（2003年8月 - 2016年3月、テレビ東京） - コンパニオン
  - 出張!商品鑑定団（2015年6月 - ） - 同番組内CMミニコーナー
- 平成教育2006予備校（2006年7月9日、CX） - ゲスト解答者
- 夢の扉 〜NEXT DOOR〜（2006年5月14日、TBS） - ナビゲーター
- 魅惑の美人旅情 オトクに巡る!キレイ旅 （2008年3月20日、テレビ東京） - レポーター
- エンタ!SELECTION（初代ナビゲーター） - エンタ!371
- 秘湯ロマン（テレビ朝日）
  - （2014年1月18・25日、11月26日）
  - （2015年7月9・23日）

### テレビドラマ
- 女と愛とミステリー「坊さん弁護士・郷田夢栄2」（2002年・テレビ東京、テレパック制作）監督大原誠
- 曲がり角の彼女（2005年4月〜・CX、関西テレビ）
- 水曜ミステリー9「銀座高級クラブママ青山みゆき2」（2007年、テレビ東京）監督長尾啓司
- ドラマスペシャル「徳川家康と三人の女」（2008年3月15日・テレビ朝日）監督斎藤光正 - 築山御前の侍女 役
- ドラマW「兄帰る」（2009年2月14日放送、WOWOW）監督深町幸男
- Xmasの奇蹟（2009年1月・CX、東海テレビ）監督油谷誠至
- 非婚同盟（2009年2月・CX、東海テレビ） - 菜保子 役
- 夏の恋は虹色に輝く（2010年・7月・CX系）
- 美しい隣人（2011年1月・関西テレビ） - 筧雅彦の内縁の妻 役
- 土曜ドラマ「七つの会議」第1話（2013年7月13日・NHK総合） - TVレポーター 役
- ドラマ10「真夜中のパン屋さん」（2013年12月・NHK総合） - パーティーの女 役

### CM
- アリコジャパン　2005年
- 大正製薬　大正漢方胃腸薬　2006年
- 大正製薬　パブロンハンドジェル365 2006年
- NTTドコモ　海外ローミング編　2008年7月
- サッポロ　ヱビスビール　京都編　2009年
- ネスレ　キットカット　2010年
- 大正製薬 パブロン鼻炎カプセルS 2012年2月
- 総合住宅展示場KRYハウジングサイト　2014年5月
- メットライフ生命 公園編　2014年
- 開運!なんでも鑑定団番組内CMミニコーナー　2015年
- 花王 「出張!商品鑑定団」　2016年
- House　バーモントカレー　生まれてからずっと篇　2016年
- ロート製薬　和漢箋　ツラレス　ツラいつりに篇　2016年
- 東洋水産　マルちゃん正麺　麺の正体・バー篇　2016年
- ユニチャーム　ナチュラルムーニー　君のために篇　2016年
- グリコ　glico presents smile.Glico　笑顔トリビア篇　2016年
- JXエネルギー ENEOSでんき　主婦の決断篇　2017年

### 舞台
- G&Gアクターズファクトリープロデュース公演
  - vol.1「from the moon light〜月からの贈り物〜」ヒロイン（2008年5月　ザムザ阿佐ヶ谷）
  - vol.2「雨に咲く花」ヒロイン（2009年10月　ザムザ阿佐ヶ谷）
  - vol.3「夏草〜夜明けを待ちながら〜」ヒロイン（2011年10月26日-30日、赤坂RED/THEATER）
- 劇団TOKYOハンバーグプロデュース公演
  - vol.8「のぞまれずさずかれずあるもの」（2011年11月　千本桜ホール）
  - vol.9「髪結う時」ヒロイン（2011年5月　千本桜ホール）
  - vol.11「愛、あるいは哀、それは相。」（2012年3月　八幡山ワーサルシアター）
- ユーキース・エンタテインメントプロデュース公演
  - vol.4「対角線に浮かぶソネット」座長公演・主演（2012年4月　荻窪かいホール）
  - vol.5「風に呼び駆ける」ヒロイン（2012年5月　荻窪かいホール）